# Pemfigoide delle membrane mucose
Il pemfigoide delle membrane mucose è una rara patologia bollosa autoimmune subepidermica che colpisce prevalentemente le mucose.

## Storia
Fu distinto per la prima volta dal pemfigoide bolloso da Walter Lever nel 1953. La prima descrizione della patologia fu fatta da Wichmann nel 1798.

## Epidemiologia
Si tratta di una malattia molto rara con un un'incidenza di 2 casi per milione in Germania. Colpisce prevalentemente individui di 60-65 anni di età, inferiore rispetto a quella del pemfigoide bolloso. Più rara nei bambini e negli adolescenti. Le femmine sono colpite 1,5-2,3 volte più dei maschi. Non vi sono differenze etniche note.

## Patogenesi
Nel pemfigoide delle membrane mucose si riscontrano autoanticorpi IgA e IgG presso la giunzione dermo-epidermica diretti contro il collagene di tipo XVII, in particolare il suo dominio C-terminale e intracellulare e in minor misura NC16A (75% dei pazienti), distonina (25%), laminina 332 (20-25%), integrina α6β4 e collagene di tipo VII. Si riscontra un basso titolo di autoanticorpi circolanti rispetto al pemfigoide bolloso. In uno stesso pazienti vi possono essere autoanticorpi per più antigeni. 
La reattività verso laminina 332 è correlata con la presenza di tumori solidi nel 30% dei casi, quella verso α6 con erosioni orali e quella contro β4 a lesioni oculari. 
Il ruolo della risposta immunitaria cellulo-mediata nel pemfigoide delle membrane mucose è poco noto.

## Istologia
Istologicamente si riscontra un distacco dermo-epidermico con formazione di una bolla subepidermica associato ad un infiltrato di lieve o media entità costituito da neutrofili, eosinofili e linfociti T. L'infiltrato è solitamente meno denso rispetto al pemfigoide bolloso anche se questa peculiarità è incostante e insufficiente a differenziare le due patologie. Tardivamente si può sviluppare fibrosi. 
Le biopsie congiuntivali mostrano metaplasia, riduzione delle cellule caliciformi mucipare, fibrosi della lamina propria e un infiltrato infiammatorio costituito prevalentemente da linfociti T, plasmacellule e mastociti.

## Clinica
Si presenta con erosioni alle mucose di gravità variabile, da piccole e asintomatiche ad estese, ulcerate ed estremamente dolorose. Le erosioni si localizzano alla cavità orale (85% dei casi), congiuntiva (65%), cavità nasale (20-40%), cute (25-30%), regione ano-genitale (20%), faringe (20%), esofago (5-15%) e laringe (5-10%) che guariscono con cicatrice, tranne nella cavità orale. Le lesioni alla cavità orale sono spesso biancastre e soggette a sanguinamento spontaneo o in seguito a traumi lievi. Alla cavità nasale danno luogo ad epistassi, croste emorragiche, fibrosi sino a perforazioni del setto nasale sfiguranti nei casi più gravi. Le lesioni faringee e esofagee causano bruciore, disfagia e odinofagia. Le lesioni laringee provocano bruciore e raucedine. Ai genitali si presentano come erosioni rossastre o ulcere biancastre dolorose che nella femmina possono provocare fusione labiale, fibrosi con restringimento dell'introito vaginale sino a quadri indistinguibili dal lichen scleroatrofico. Le lesioni cutanee sono costituite da bolle tese a contenuto sieroso o siero-emorragico su base eritematosa o su cute normale spesso indistinguibili da quelle del pemfigoide bolloso. Le lesioni oculari all'esordio sono uniterali ma col tempo diventano bilaterali; danno luogo a iperemia congiuntivale, secchezza, prurito e bruciore, segue cicatrizzazione con simblefaron, trichiasi, restringimento del fornice inferiore sino alla fusione delle palpebre (anchiloblefaron) e alla cecità.
Le complicanze principali sono quelle oculari dove si possono verificare ulcere corneali, distruzione dei dotti lacrimali e cecità. Una complicanza temuta è la stenosi laringea che può essere mortale. Raramente cancro all'esofago o alla cavità orale insorgono sulle lesioni mucosali.

## Prognosi
Si tratta di una patologia cronico-recidivante che alterna quindi periodi di attività ad altri di remissione. A differenza del pemfigoide bolloso quello delle membrane mucose non va quasi mai in remissione spontanea.

## Diagnosi
La diagnosi si basa sulle caratteristiche cliniche della patologia, viene confermata con biopsia cutanea perilesionale e successivo esame istopatologico con immunofluorescenza diretta che permette il riscontro dei tipici depositi di lineari IgG alla giunzione dermo-epidermica; ad alto ingrandimento è poi possibile distinguere il pattern "n-serrato" o "u-serrato". Se l'IFD risulta negativa, si ricorre all'immunofluorescenza indiretta grazie alla quale è inoltre possibile distinguere le varianti di pemfigoide tra quelle in cui i depositi si verificano sul tetto della bolla e quelle in cui si trovano sul pavimento. Se l'immunofluorescenza non risulta diagnostica si ricorre all'ELISA.
Nelle forme con coinvolgimento oculare la misurazione della profondità del fornice è un indice di attività della malattia.

## Trattamento
Nelle forme con coinvolgimento esclusivo della mucosa orale si utilizzano corticosteroidi topici ad alta potenza, ad esempio clobetasolo a cui è possibile associare una terapia sistemica con dapsone, sulfapiridina oppure antibiotici quali doxiciclina o minociclina.
Nelle forme generalizzate senza grave coinvolgimento oculare, laringeo o esofageo si somministra una terapia sistemica con prednisone in associazione o meno con dapsone o micofenolato mofetile.
Nelle forme generalizzate con grave coinvolgimento oculare, laringeo o esofageo si opta per una terapia sistemica con prednisone associato a ciclofosfamide per via orale o endovena oppure a micofenolato mofetile.